# Wilhelm Orlik-Rückemann
Wilhelm Orlik-Rückemann, poljski general, * 1. avgust 1894, † 18. oktober 1986.